# Carlo Guglielmo Federico di Brandeburgo-Ansbach
Carlo Guglielmo Federico di Brandeburgo-Ansbach (Ansbach, 12 maggio 1712 – Gunzenhausen, 3 agosto 1757) fu margravio di Brandeburgo-Ansbach dal 1723 fino alla propria morte.

## Biografia
Carlo era figlio di Guglielmo Federico e della moglie Cristiana Carlotta di Württemberg-Winnental. Carlo succedette al padre nel 1723, ma poiché era ancora minorenne venne posto sotto la reggenza della madre.
Quando ottenne il permesso di governare autonomamente, si distinse come principe assolutista e dissoluto; lasciò al proprio erede un debito di 2,3 milioni di talleri. Solo per la caccia ai falconi, che amava praticare nella tenuta di Weidenbach e che rientrava tra le sue principali passioni di svago, spendeva ogni anno il 10% del bilancio dello Stato.
Allo stesso tempo fu comunque molto attento alle esigenze del proprio paese. Si interessò molto di architettura e durante il suo regno furono costruite 56 nuove chiese e numerosi palazzi tra cui quello dei margravi di Ansbach al quale chiamò a lavorare inizialmente il suo capomastro Carl Friedrich von Zocha, sostituendolo poi con l'architetto italiano Leopoldo Retti, o i palazzi di Gunzenhausen e Georgenthal. Durante il suo regno furono costruite 56 nuove chiese e canonica. Tra il 1736 e il 1738 fece ampliare e ricostruire la chiesa di Sankt Gumbertus ad Ansbach.
Carlo Guglielmo Federico morì di ictus il 3 agosto 1757.

## Matrimonio ed erede

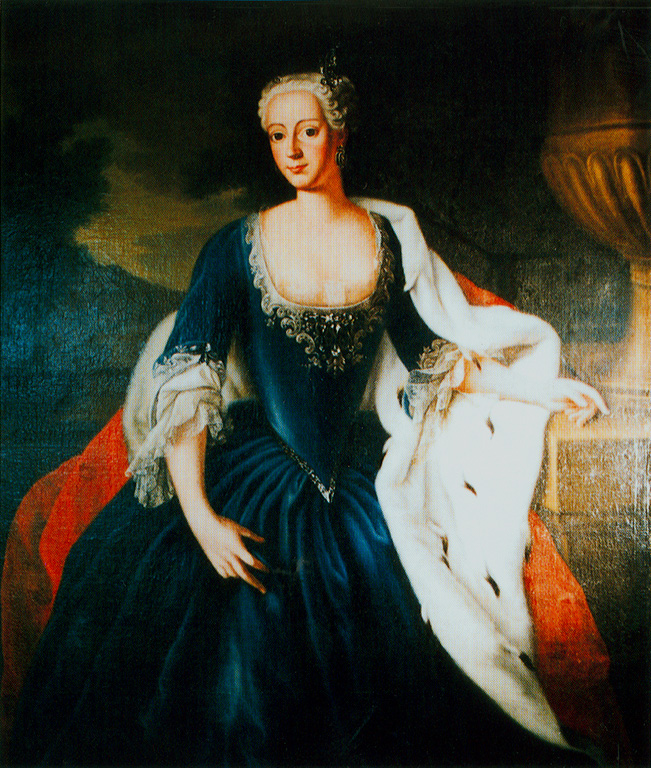
Federica Luisa di Prussia

Carlo sposò Federica Luisa di Prussia, figlia di Federico Guglielmo I di Prussia. Da questo matrimonio nacquero i seguenti figli:
- Carlo Federico Augusto (7 aprile 1733 - 9 maggio 1737)
- Cristiano Federico Carlo Alessandro (1736-1806), noto come Carlo Alessandro.
- Guglielmina Eleonora (20 settembre 1743 - 1768)
- Luisa Carlotta (27 aprile 1746 - 31 gennaio 1747)

Egli ebbe inoltre quattro figli dalla sua amante, Elisabeth Wünsch, figlia del suo falconiere.
Entrambi i figli illegittimi Federico Carlo (1734 - 1796) e Federico Ferdinando Luigi (1748 - 1811), e le figlie Guglielmina Eleonora (1743 - 1768) e Luisa Carlotta (1746 - 1747) ricevettero il titolo di baroni di Falkenhausen in quanto lo stesso margravio si interessò a perorare la loro causa di nobilitazione presso l'imperatore, facendo poi loro dono di tenute e castelli.

## Ascendenza
|                                                   |                                  |                                                   | Genitori                                         |  |  | Nonni |  |  | Bisnonni                               |  |  | Trisnonni                                 |  |
|                                                   |                                  |                                                   |                                                  |  |  |       |  |  | 8. Albrecht II von Brandenburg-Ansbach |  |  | 16. Joachim Ernst von Brandenburg-Ansbach |  |
|                                                   |                                  |                                                   |                                                  |  |  |       |  |  | 8. Albrecht II von Brandenburg-Ansbach |  |  | 16. Joachim Ernst von Brandenburg-Ansbach |  |
|                                                   |                                  | 17. Sophie von Solms-Laubach                      |                                                  |  |  |       |  |  | 8. Albrecht II von Brandenburg-Ansbach |  |  |                                           |  |
| 4. Johann Friedrich von Brandenburg-Ansbach       |                                  |                                                   |                                                  |  |  |       |  |  | 8. Albrecht II von Brandenburg-Ansbach |  |  |                                           |  |
|                                                   |                                  | 9. Sophie Margarete zu Oettingen-Oettingen        | 18. Joachim Ernst zu Oettingen-Oettingen         |  |  |       |  |  |                                        |  |  |                                           |  |
|                                                   |                                  | 9. Sophie Margarete zu Oettingen-Oettingen        | 18. Joachim Ernst zu Oettingen-Oettingen         |  |  |       |  |  |                                        |  |  |                                           |  |
|                                                   |                                  | 9. Sophie Margarete zu Oettingen-Oettingen        | 19. Anne Sybille zu Solms-Sonnenwalde            |  |  |       |  |  |                                        |  |  |                                           |  |
| 2. Wilhelm Friedrich von Brandenburg-Ansbach      |                                  | 9. Sophie Margarete zu Oettingen-Oettingen        |                                                  |  |  |       |  |  |                                        |  |  |                                           |  |
|                                                   |                                  | 10. Johann Georg I von Sachsen-Eisenach           | 20. Wilhelm von Sachsen-Weimar                   |  |  |       |  |  |                                        |  |  |                                           |  |
|                                                   |                                  | 10. Johann Georg I von Sachsen-Eisenach           | 20. Wilhelm von Sachsen-Weimar                   |  |  |       |  |  |                                        |  |  |                                           |  |
|                                                   |                                  | 10. Johann Georg I von Sachsen-Eisenach           | 21. Eleonore Dorothea von Anhalt-Dessau          |  |  |       |  |  |                                        |  |  |                                           |  |
| 5. Eleonore Erdmuthe von Sachsen-Eisenach         |                                  | 10. Johann Georg I von Sachsen-Eisenach           |                                                  |  |  |       |  |  |                                        |  |  |                                           |  |
|                                                   |                                  | 11. Johannette zu Sayn-Wittgenstein               | 22. Ernst zu Sayn-Wittgenstein                   |  |  |       |  |  |                                        |  |  |                                           |  |
|                                                   |                                  | 11. Johannette zu Sayn-Wittgenstein               | 22. Ernst zu Sayn-Wittgenstein                   |  |  |       |  |  |                                        |  |  |                                           |  |
|                                                   |                                  | 11. Johannette zu Sayn-Wittgenstein               | 23. Louise Juliane von Erbach                    |  |  |       |  |  |                                        |  |  |                                           |  |
| 1. Karl Wilhelm Friedrich von Brandenburg-Ansbach |                                  | 11. Johannette zu Sayn-Wittgenstein               |                                                  |  |  |       |  |  |                                        |  |  |                                           |  |
|                                                   | 12. Eberhard III von Württemberg | 24. Johann Friedrich von Württemberg              |                                                  |  |  |       |  |  |                                        |  |  |                                           |  |
|                                                   | 12. Eberhard III von Württemberg | 24. Johann Friedrich von Württemberg              |                                                  |  |  |       |  |  |                                        |  |  |                                           |  |
|                                                   | 12. Eberhard III von Württemberg | 25. Barbara Sophia von Brandenburg                |                                                  |  |  |       |  |  |                                        |  |  |                                           |  |
| 6. Friedrich Karl von Württemberg-Winnental       | 12. Eberhard III von Württemberg |                                                   |                                                  |  |  |       |  |  |                                        |  |  |                                           |  |
|                                                   |                                  | 13. Anna Katharina Dorothea von Salm-Kyrburg      | 26. Johann Kasimir von Salm-Kyrburg              |  |  |       |  |  |                                        |  |  |                                           |  |
|                                                   |                                  | 13. Anna Katharina Dorothea von Salm-Kyrburg      | 26. Johann Kasimir von Salm-Kyrburg              |  |  |       |  |  |                                        |  |  |                                           |  |
|                                                   |                                  | 13. Anna Katharina Dorothea von Salm-Kyrburg      | 27. Dorothea zu Solms-Laubach                    |  |  |       |  |  |                                        |  |  |                                           |  |
| 3. Christiane Charlotte von Württemberg-Winnental |                                  | 13. Anna Katharina Dorothea von Salm-Kyrburg      |                                                  |  |  |       |  |  |                                        |  |  |                                           |  |
|                                                   |                                  | 14. Albrecht II von Brandenburg-Ansbach (= 8)     | 28. Joachim Ernst von Brandenburg-Ansbach (= 16) |  |  |       |  |  |                                        |  |  |                                           |  |
|                                                   |                                  | 14. Albrecht II von Brandenburg-Ansbach (= 8)     | 28. Joachim Ernst von Brandenburg-Ansbach (= 16) |  |  |       |  |  |                                        |  |  |                                           |  |
|                                                   |                                  | 14. Albrecht II von Brandenburg-Ansbach (= 8)     | 29. Sophie von Solms-Laubach (= 17)              |  |  |       |  |  |                                        |  |  |                                           |  |
| 7. Eleonore Juliane von Brandenburg-Ansbach       |                                  | 14. Albrecht II von Brandenburg-Ansbach (= 8)     |                                                  |  |  |       |  |  |                                        |  |  |                                           |  |
|                                                   |                                  | 15. Sophie Margarete zu Oettingen-Oettingen (= 9) | 30. Joachim Ernst zu Oettingen-Oettingen (= 18)  |  |  |       |  |  |                                        |  |  |                                           |  |
|                                                   |                                  | 15. Sophie Margarete zu Oettingen-Oettingen (= 9) | 30. Joachim Ernst zu Oettingen-Oettingen (= 18)  |  |  |       |  |  |                                        |  |  |                                           |  |
|                                                   |                                  | 15. Sophie Margarete zu Oettingen-Oettingen (= 9) | 31. Anne Sybille zu Solms-Sonnenwalde (= 19)     |  |  |       |  |  |                                        |  |  |                                           |  |
|                                                   |                                  | 15. Sophie Margarete zu Oettingen-Oettingen (= 9) |                                                  |  |  |       |  |  |                                        |  |  |                                           |  |